# Приватност електронске поште
Електронска пошта се можда чини као поуздан начин конверзације између двоје људи, безбедан од прислушкивања трећег лица, али је исто толико поуздана колико и шапутање у школи. Ваша порука може бити пресретнута било где у путу између пошиљаоца и примаоца у било ком тренутку. Уколико шаљете имејл са посла, ваш шеф може легално да има увид у вашу електронску пошту, а уколико ваша фирма у било ком тренутку буде правно процесуирана, тужилац, или страна која вас тужи има законско право да преиспита Вашу електронску пошту, а ви законску обавезу да им је дате на увид. Ако пошаљете имејл од куће, хакери могу да га пресретну, или уколико сте под истрагом надлежних органа, исти могу запленити електронски запис уз одговарајући налог. Чак и ваш интернет провајдер легално може да контролише вашу е-пошту. Све у свему на имејл треба гледати као на разгледницу а не као на писмо.

### Ризици приликом коришћења електронске поште
Електронска пошта је рањива од обе врсте напада - активних и пасивних. Пасивне претње су усмерене на конкретан садржај поруке (енгл. Release of message contents) и анализу саобраћаја (енгл. Disclosure of Information), док су активне усмерене на модификацију садржаја (енгл. Modification of message contents), одговоре (енгл. Replay), лажно представљање (енгл. Masquerade) и недоступност услуге. Заправо све претње се односе на традиционалне имејл протоколе. 
- Објављивање информација (енгл. Disclosure of Information): Већина имејлова се тренутно емитује јавно, без енкрипције. Помоћу неких расположивих алата, треће лице може читати вашу имејл пошту.
- Анализа саобраћаја (енгл. Traffic Analysis): Сумња се да неке земље рутински прате електронску пошту у циљу државне безбедности. Ово не раде само у циљу против-терористичких мера, већ да би олакшали борбу против индустријске шпијунаже и политичког прислушкивања. Међутим ово надгледање није усмерено националним агенцијама већ приватним агенцијама, због ризика од корупције и продаје јако скупих и поверљивих информација.
- Модификација садржаја (енгл. Modification of message contents): Порука може бити промењена у току преноса или складиштења. На пример, посматрач не мора нужно да контролише ваш мрежни пролаз(енгл. gateway), већ може бити повезан у истој локалној мрежи (LAN-u), и помоћу ARP-а (енгл. Address Resolution Protocol) и коришћења алата као што је [2] може да пресретне вашу поруку пре проласка кроз сервер за обраду маил-а или мрежни пролаз (енгл. gateway).
- Лажно представљање (енгл. Masquerade): Могуће је послати поруку у име неке друге организације, или неке друге особе, тј лажно се представити.
- Одговор на примљену поруку(енгл. Replay): Већ примљене поруке се могу послати неким новим примаоцима. Ово може довести до губитка, конфузије, или повређивања репутације појединца или организације. Може нанети штету и уколико је та порука коришћена за трансфер новца, регистрацију или резервацију.
- Превара (енгл. Spoofing): Лажне поруке се могу убацити у систем другог корисника. То може бити постигнуто у оквиру локалне мреже (LАN-a), или из било ког другог окружења, користећи вирус познатији као тројански коњ (Trojan).
- Недоступност услуге (енгл. Denial of Service -DoS): Може се блокирати систем за слање електронске поште, тако што ће се исти претрпати са маиловима. Може се извести и слањем имејла са тројанским коњем (енгл. Trojan) или неким сличним вирусом. Могуће је и блокирати кориснички налог уношењем погрешне лозинке изнова и изнова.

### Повећање степена сигурности приликом коришћења електронске поште
Једини начин да обезбедите висок степен приватности за поруке које шаљете путем Интернета је да их енриптујете (кодирате). Кодирање је систем у коме софистицирани софтвер користи криптографске алгоритме да шифрује вашу поруку, шаље је путем интернета као низ бесмислица до примаоца који мора имати потребан софтвер за враћање поруке у првобитну форму. Најчешће се користи технологија јавног кључа (енгл. Public key). Ова технологија користи два кључа, један који је јединствен и приватни, а други који је јавни. Ови кључеви имају функцију само када су упарени. Оно што један кључ „промеша“ (насумично измеша карактере) само други може да врати у првобитни облик. Ова техника такође проверава да ли је порука била пресретнута и потврђује ко је заиста послао поруку. Међутим успешно коришћење енкрипције захтева одређени ниво предвиђања, зато што особа која прима поруку мора бити у стању да је и дешифрује. Два популарна стандарда енкрипције су Сигурна вишенаменска екстензија за интернет пошту (енгл. Secure Multipurpose Internet Mail Extension) и . Ниједан од ова два софтвера не може да декодира онај други.

#### ПГП
Ради се о софтверу ПГП (енгл. Pretty Good Privacy), који већ дуго важи за најсавршенији у области шифровања порука. Његов творац је американац Фил Зимерман, који је 1991. године креирао ПГП и привукао велики број корисника у врло кратком року. 
ПГП енкрипција користи серијске комбинације уситњавања и компресије података и симетрично-криптографске кључеве и, најзад, јавно-криптографске кључеве. Сваки корак користи један од неколико алгоритама. Сваки јавни кључ је везан за корисничко име и / или имејл-адресу.
ПГП се може користити за слање поверљивих порука. За ово, ПГП комбинује симетрични-кључ за шифровање и јавни-кључ за шифровање. Порука је шифрована помоћу симетричног алгоритма за шифровање, који захтева симетрични кључ. Сваки симетрични кључ се користи само једном и такође се назива кључ сесије. Сесијски кључ је заштићен са јавним кључем примаоца чиме се обезбеђује да само прималац може да дешифрује кључ сесије. Шифрована порука заједно са шифрованим сесијским кључем се шаље примаоцу.

#### Карнивор
Карниворе је систем имплементиран од стране Федералног истражног бироа ФБИ који је дизајниран за праћење е-поште и електронских комуникација. Он користи прилагодљив „sniffer“ пакета за надгледање целог Интернет саобраћаја циљаних корисника. „Carnivore“ је спроведен у октобру 1997. До 2005. је био замењен са побољшаним комерцијалним софтвером као је „NarusInsight“.

### Прикупљање информација пружаоца услуга веб поште
Гоогле, Хотмаил, Јаху као и остали веб имејл сервиси могу користити информације о вама, о вашем рачунару, идентификационом броју вашег модема као и многе друге из више разлога. Један од разлога за такву врсту прикупљања података је свакако унапређење услуга датог сервиса. Остали су углавном везани за вашу безбедност приликом коришћења сервиса. Полиција може затражити од онога ко пружа услугу све потребне податке уколико дође до покретања истраге.